# Serial killer di Long Island
Il serial killer di Long Island (noto anche come LISK, Gilgo Beach Killer o Craigslist Ripper) è un serial killer che si crede abbia ucciso da 10 a 16 persone, in un periodo di circa 20 anni, per la maggior parte donne dedite alla prostituzione, i cui corpi sono stati abbandonati nell'area di South Shore di Long Island, nello stato di New York. Il 13 luglio 2023 alle 20:26 a seguito di una lunga e complessa indagine, viene arrestato l’architetto newyorkese Rex Heuermann. Ci sarebbero corrispondenze di DNA per almeno 7 delle vittime accertate.

## Storia
Le vittime sono state trovate lungo la Ocean Parkway, vicino alla città balneare di Gilgo, a Oak Beach nella contea di Suffolk e nell'area dello Jones Beach State Park nella contea di Nassau. I resti di quattro vittime sono stati trovati nel dicembre 2010, mentre altri sei gruppi di resti sono stati trovati a marzo e ad aprile del 2011. La polizia ritiene che gli ultimi gruppi di resti siano precedenti ai quattro corpi trovati nel dicembre 2010.
Il 9 maggio 2011, le autorità hanno ipotizzato che due dei più recenti gruppi di resti potrebbero essere opera di un secondo assassino. Il 29 novembre 2011, la polizia ha dichiarato di ritenere che tutte le 10 vittime siano state uccise dalla stessa persona, concludendo che il caso di Shannan Gilbert, una escort scomparsa prima che fosse trovata la prima serie di corpi, non era collegato a queste vittime. "È chiaro che l'area dentro e intorno a Gilgo Beach sia stata utilizzata per depositare i resti umani per un certo periodo di tempo", ha dichiarato il procuratore distrettuale della contea di Suffolk, Thomas Spota.

## Indagini e sviluppi
Il 13 luglio 2023, l'architetto Rex Heuermann viene arrestato a Midtown Manhattan; il giorno successivo è stato accusato degli omicidi di tre delle vittime dei "Gilgo Four": Megan Waterman, Melissa Barthelemy e Amber Costello.

## Nella cultura di massa
Il film del 2020 Lost Girls, diretto da Liz Garbus, riprende questa vicenda dal punto di vista della madre di Shannan Gilbert.